# Dominikanerkloster Crossen

Vereinfachter Stadtplan von Crossen um 1650. Das Dominikanerkloster lag auf dem etwas größeren Platz im südöstlichen Viertel der ummauerten Altstadt.

Landkarte des Kurfürstentums Brandenburg (um 1724). Das Herzogtum Crossen ist das südöstlichste Gebiet.

Das Dominikanerkloster Crossen war ein Kloster des Prediger- oder Dominikanerordens (lateinisch Ordo (fratrum) Praedicatorum, Ordenskürzel OP) in Crossen im Herzogtum Crossen in Schlesien. Die Gründungszeit und die Stifter sind nicht bekannt; es wurde aber sicher vor 1285 gegründet. 1482 kam das Herzogtum Crossen in den Pfandbesitz des brandenburgischen Markgrafen Albrecht Achilles, 1537 wurde das Herzogtum Crossen endgültig an die Mark Brandenburg angeschlossen. 1496 wurde das Kloster reformiert; die Durchführung der Reform zog sich aber bis 1516 hin. Nach der Einführung der Reformation (um/nach 1525) verließen immer mehr Mönche das Kloster. 1544 war das Kloster verlassen und schon im Besitz der Stadt. Es wurde in diesem Jahr von der Stadt abgebrochen, und an der Stelle des Klosterareals wurde der Neue Markt geschaffen.

## Lage
Das Kloster lag in der Altstadt von Crossen, im südöstlichen Viertel. 1544 wurden die Klostergebäude komplett abgerissen und auf der Stelle des Klosterareals der Neue Markt (heute Plac Wolności) geschaffen.

## Geschichte
Die Dominikaner waren ein Bettel- und Predigerorden, der 1215 gegründet wurde. Er war besonders beim einfachen Volk beliebt, da die Mönche in der Landessprache predigten und durch das Armutsprinzip dem einfachen Volk näher standen als der etablierte Klerus. Im 13. Jahrhundert entstanden in Schlesien 10 Dominikanerklöster, acht für Männer und zwei für Frauen.

### Gründung
Nach der chronikalischen Überlieferung soll das Kloster alternativ von der Heiligen Hedwig (1174–1243) oder zwischen 1238 und 1241 von ihrem Sohn Heinrich II. gegründet worden sein. Nach Springer et al. handelt es sich um eine nicht durch Quellen belegbare Frühdatierung. Unter den zur Zeit von Bischof Thomas I. von Breslau († 1268) bestehenden Klostergründungen wird das Kloster in Crossen nicht erwähnt. Das Gründungsdatum lässt sich bisher nicht genauer festlegen, die Klostergründung muss jedoch vor 1285 erfolgt sein. Die Angabe vor 1301 von Arnold Kühl ist prinzipiell zwar richtig, jedoch zu spät datiert. Das Kloster in Crossen gehörte zur polnischen Ordensprovinz (Polonia) des Dominikanerordens.
Herzog Heinrich IV. von Breslau hat die Dominikaner 1285 aus ihren Klöstern in Breslau, Frankenberg, Löwen und Crossen (Croschna) vertrieben. Der Grund dafür war, dass Herzog Heinrich IV. von 1274 bis 1287 einen zeitweise sogar gewaltsam ausgetragenen Konflikt mit dem Breslauer Bischof Thomas II. um die Zehntzahlungen der ohne herzoglichen Zustimmung vom Bischof neu angelegten, deutschsprachigen Dörfer im damaligen Herzogtum Schlesien führte. Über Herzog Heinrich IV. war durch Bischof Thomas der Kirchenbann verhängt worden. Während sich die Dominikaner in diesem Konflikt auf die Seite des Bischofs stellten und das Interdikt strikt einhielten, waren im Gegensatz dazu die Franziskaner auf der Seite des Herzogs und missachten das Interdikt. Mit der Aussöhnung der beiden Kontrahenten im Dezember 1287 konnten die Dominikaner wieder in ihre Klöster zurückkehren. Die Notiz über die Vertreibung der Dominikaner aus ihren Klöstern datiert Gustav Adolf Harald Stenzel auf den 2. Dezember 1285. Das Kloster in Crossen muss also bereits am 2. Dezember 1285 existiert haben.

### Konflikt mit den benachbarten Dominikanerklöstern in Soldin und Luckau
Jedes Dominikanerkloster hatte, um Konflikte mit anderen Dominikanernklöstern zu vermeiden, einen abgegrenzten Klosterkreis, in dem dieses Dominikanerkloster das ausschließliche Recht hatte, Almosen zu sammeln. Allerdings sind diese Klosterkreise im Allgemeinen schlecht bekannt. Um 1335 geriet das Kloster Crossen in Konflikt mit zwei anderen Dominikanerklöstern, den Klöstern Soldin und Luckau der sächsischen Ordensprovinz (Saxonia), um die Grenzen ihrer Termineibezirke bzw. ihrer Klosterkreise. Durch diesen Streit sind die Klosterkreise dieser drei Dominikanerklöster annähernd bekannt geworden. In dem Konflikt konnten sich die drei streitenden Parteien zunächst nicht einigen. Der Ordensmeister Hugo bestellte daher den Provinzial der polnischen Ordensprovinz, Matthias, sowie den Prior Borchard und den Lektor Dietrich aus dem Prenzlauer Dominikanerkloster als Vertreter der Saxonia zu Vermittlern. Sie entschieden 1337, dass das Kloster Crossen vom Luckauer Kloster die Terminei Sommerfeld (Lubsko) und vom Soldiner Kloster die Termineien Reppen (Rzepin), Drossen (Ośno Lubuskie), Zielenzig (Sulęcin) und Göritz (Górzyca) erhalten soll. Die Termineien Guben, Fürstenberg (heute Eisenhüttenstadt) und Sorau (Żary) sollten jedoch beim Kloster Luckau verbleiben. Das Kloster Soldin erhielt als Entschädigung die Terminei Arnswalde (Choszczno), die das Dominikanerkloster Kammin abtreten musste. Das Kloster Soldin war bereits 1275 gegründet worden und musste nun dem später gegründeten Kloster in Crossen einen größeren Teil seines Klosterkreises abtreten. Damit wurde die bisherige Orientierung der Klosterkreise an damaligen politischen Grenzen aufgegeben; fast das gesamte Land Sternberg der Mark Brandenburg gehörte nun zur polnischen Ordensprovinz. Als Zeuge der Entscheidung unterzeichnete auch der Prior des Klosters Schweidnitz und Inquisitor des Bistums Breslau, Johannes von Schwenkenfeld.

### Besitz und Schenkungen
Das Kloster Crossen hatte vermutlich nur wenig Besitz. Zu bedenken ist allerdings, dass der Urkundenbestand sehr kümmerlich ist. 1417 verpachtete Prior Martin zwei Morgen eines Weinbergs, der als der gute Rabenberg bezeichnet wurde, an Simon Schreit zu Günthersberg (Osiecznica) für einen jährlichen Erbzins von 19 Schwertgroschen und 7 Straubpfennige (eine Art Brakteat).
1430 vermachte Herzog Wenzel von Crossen und Schwiebus und Bruder von Herzog Heinrich X. testamentarisch seine Kleider der Pfarrkirche und den Bettelordensklöstern in Crossen, der Pfarrkirche eine Hälfte, den Franziskanern und Dominikanern je ein Viertel.
1487 schenkte Katharina Schubert, die Witwe eines Crossener Bürgers, dem Crossener Konvent testamentarisch einen Weinberg in Hundsbelle (Chyże) bei Crossen. Dieser Weinberg wurde 1502 gegen einen Erbzins verpachtet.

### Die Hussiten vor Crossen
1433 erschienen die Hussiten vor Crossen. Sie nahmen einen Dominikanerbruder vor den Toren der Stadt gefangen und legten ihn in einen Sarg, den sie dann auf einem Scheiterhaufen verbrannten. Der Dominikanerprior Martin und seine Mitbrüder zeigten sich daraufhin bewaffnet und in voller Rüstung in der Stadt, um die Verteidigungsbereitschaft der Bürger zu stärken. Die Hussiten zogen jedoch ohne Kampf ab, nachdem Herzog Heinrich X. eine Tributzahlung an die Hussiten geleistet hatte.

### Absetzung der Prioren
1450 fand das Provinzialkapitel der polnischen Provinz des Dominikanerordens in Stolpe (Słupsk) statt. Sieben Priore der Polonia erschienen nicht und wurden daraufhin auf Beschluss des Provinzialkapitels abgesetzt, darunter auch der Prior von Crossen. Auch 1461 wurde der namentlich nicht genannte Prior von Crossen vom Provinzialkapitel abgesetzt; der Grund wird allerdings nicht genannt.

### Stadtbrand und der Anschluss von Crossen an die Neumark
Beim großen Stadtbrand am 27. Juli 1482 wurde das Dominikanerkloster schwer beschädigt. Auch nach Jahren wurde noch in anderen Bistümern für den Wiederaufbau gesammelt. 1490 erhielten die Crossener Dominikaner gegen eine Gebühr von einem Gulden die Erlaubnis, im Bistum Kammin Almosen für den Wiederaufbau zu sammeln. Vermutlich reichte das Geld jedoch nicht aus für einen vollen Wiederaufbau, denn 1540 soll das Kloster ... noch vom letzten Brande her nicht im besten Zustand gewesen sein.
Das Jahr 1482 war auch in anderer Hinsicht ein Wendepunkt. In diesem Jahr kam Crossen in den Pfandbesitz des brandenburgischen Markgrafen und Kurfürsten Albrecht Achilles. 1537 kam Crossen endgültig an Johann von Küstrin; es blieb zunächst aber böhmisches Lehen. Erst 1742 wurde es auch formal in die Mark Brandenburg bzw. die Neumark eingegliedert. Crossen blieb bis 1945 ein Teil Brandenburgs.

### Einführung der Observanz
Im 15. Jahrhundert lagen die Klosterdisziplin und die Beachtung der Klosterregeln auch in vielen Dominikanerklöstern im Argen.

„Die Regeln und Constitutionen des Ordens wurden nicht mehr genau beobachtet, die alte Strenge der Lebensweise war einer großen Weichlichkeit gewichen, das Silentium wurde nicht mehr strenge beobachtet, die Fasten nicht gehalten, Fleischspeisen an Tagen gegessen, wo es verboten war, leinene Kleider wurden getragen, Federkissen gebraucht, man blieb ohne genügenden Grund vom Chore weg, trug verbotene Habite und eine schlechte oder gar keine Tonsur, die Studien wurden vielfach vernachlässigt, der Gottesdienst nicht mehr eifrig und geziemend verrichtet, die Ordensleute besaßen Geld und andere Dinge, deren Privatbesitz verboten war, es war das Bestreben vorhanden, das Leben mehr nach dem Leben der Weltleute zu gestalten.“

Infolgedessen kam es innerhalb des Ordens zu einer Observanzbewegung, die darauf abzielte, die Ordensregeln wieder streng zu handhaben, und der sich innerhalb der deutschen Ordensprovinz bis 1480 34 Klöster anschlossen. Das Dominikanerkloster in Crossen schloss sich 1495 unter Mitwirkung des Provinzials der polnischen Dominikanerprovinz und Prior von Warschau Johannes Advocatus (Vogt/Voyt/Foyt) und damit sehr spät der Observanz an. 1496 sprach das Provinzialkapitel zu Lublin ein Lob für die vier schlesischen Konvente Brieg, Crossen, Glogau und Liegnitz aus, dass sie sich der Observanz anschließen wollten. Vermutlich waren aber nicht alle Mönche mit der Einführung der Observanz einverstanden. Jedenfalls zog sich die Einführung der Observanz hin, und erst 1519 gab das Provinzialkapitel sein Placet, dass die Reform auch durchgeführt sei.
Dass es immer wieder Probleme mit der Ordensdisziplin gab, zeigen auch die folgenden Fälle. Sie könnten aber auch mit der Einführung der Observanz zu tun haben, da in vielen Klöstern ein Teil der Mönche mit der Einführung der strengeren Ordensregeln nicht einverstanden war. 1482 musste der Crossener Konvent auf Anordnung des Ordensmeisters einen Bruder Simon Färber alias Coloratoris aufnehmen, der wohl aus seinem Konvent strafversetzt wurde. 1505 floh der Ordensbruder Paulus aus dem Kloster Crossen und wurde in Abwesenheit zu einem Monat Kerker verurteilt. Er war im Crossener Termineibezirk durch ordensschädigendes Verhalten negativ aufgefallen. 1514 ordnete das Provinzialkapitel für einen namentlich nicht genannten Bruder drei Monate Kerkerhaft an. In allen drei Fällen ist aber nicht überliefert, was genau den Delinquenten vorgeworfen wurde. 1519 wurde der frühere Crossener Prior Andreas Huttenberg zu einem Jahr Kerker verurteilt, weil er das Kloster verlassen und dabei das gesamte Barvermögen des Klosters mitgenommen hatte.

### Das Ende des Klosters
Die Reformation fand früh Eingang in die Stadt Crossen. Bereits 1525 predigte Heinrich Hamme, der 1538 von Markgraf Johann von Küstrin zum Superintendenten ernannt wurde, im Sinne der Reformation. In den Jahren darauf nahm die Spendenfreudigkeit der Crossener Bevölkerung stark ab, und der Konvent verarmte derart, dass das Kloster Crossen die Provinzialabgaben nicht mehr bezahlen konnte. Das Provinzialkapitel 1528 beantragte daher, dass dem Konvent wenigstens die Abgabe an die Ordenszentrale erlassen wurde.
Wann das Kloster aufgelöst wurde, ist urkundlich nicht belegt. Die Angaben in der Literatur, dass das Kloster 1539 aufgehoben worden sei, gehen ausschließlich darauf zurück, dass Markgraf Johann von Küstrin 1538 die Reformation in der Neumark einführte. Man folgerte nun, dass sämtliche Klöster der Neumark 1539 aufgehoben und säkularisiert wurden.
Nach der Stadtchronik dagegen ist überliefert, dass die Dominikaner zunächst sämtliche Güter verkauften; sie wurden von der Stadt oder dem städtischen Hospital erworben. Letztendlich wurden auch die Klostergebäude von den letzten Mönchen der Stadt überlassen. Vermutlich erhielten sie lebenslangen Lebensunterhalt oder eine Abfindung. Jedenfalls soll 1551 das Provinzialkapitel dem Dominikanerkloster Liegnitz befohlen haben, einen Bruder Petrus aus dem Crossener Konvent aufzunehmen.

### Priore und andere Ämter
Die Vorsteher der Dominikanerklöster hatten den Titel Prior, der in etwa dem Titel Abt in anderen Klöstern entsprach. Die Priore wurden vom jeweiligen Konvent gewählt. Die Nennung eines Lektors (Lesemeister) und eines Cursors (Dozent) lässt nach Springer, Gahlbeck und Escher auf die zumindest zeitweise Existenz eines Hausstudiums (für Novizen) und eines Partikularstudiums (für Theologie) im Kloster Crossen schließen.
| Amtszeit      | Prior                          | Sonstige Ämter und Anmerkungen |
| ------------- | ------------------------------ | ------------------------------ |
| 1337          | Nikolaus                       | Prior                          |
| 1417 bis 1434 | Martin                         | Prior                          |
| bis 1450      | NN                             | wurde als Prior abgelöst       |
| bis 1461      | NN                             | wurde als Prior abgesetzt      |
| ab 1461       | Gregor Hoppe                   | Prior                          |
| 1465          | Petrus                         | Prior zugleich 1465/66 Cursor  |
| 1487          | Antonius                       | Prior                          |
| 1512          | Petrus Petricoviensis          | Prior                          |
| vor 1519      | Andreas Huttenberg/Harthberger | Prior                          |

### Der Abbruch des Klosters
1544 war das Kloster verlassen und im Besitz der Stadt Crossen. Die Bausubstanz war noch vom letzten Brand ziemlich schlecht, und so wurden die Klostergebäude einschließlich der Klosterkirche komplett abgerissen, das Gelände planiert, etwas erhöht und gepflastert. Das Baumaterial wurde abtransportiert und anderweitig verwendet. Die Stadt legte auf dem Areal den Neumarkt an.

## Anmerkung
1. ↑  Nach Colmar Grünhagen ist dieses Croschna aber nicht Crossen, das ihm zu weit abseits der anderen genannten Klöster lag. Auch Eduard Mühle bietet in seiner Abbildung auf S. 35 Klöster und Bettelorden im piastischen Polen des 13. Jahrhunderts keine Lokalität für dieses Croschna an bzw. vermerkt in Crossen kein Dominikanerkloster. Dagegen wird Croschna von Klaus-Bernward Springer, Christian Gahlbeck und Felix Escher ohne weitere Diskussion mit Crossen (Krosno Odrzańskie) identifiziert.

Koordinaten: 52° 2′ 42,5″ N, 15° 5′ 59,7″ O